# William Alison
Pour les articles homonymes, voir Alison.
William Pulteney Alison, né le 12 novembre 1790 à Burghmuirhead et mort le 22 septembre 1859 à Colinton (en), est un médecin, réformateur social et philanthrope écossais.
Professeur de médecine à l'Université d'Édimbourg, il a été président de la Medico-Chirurgical Society of Edinburgh (1833) et président du Royal College of Physicians of Edinburgh (en) (1836-1838).

## Biographie
William Alison est née à Boroughmuirhead le 12 novembre 1790. Il est le fils aîné de Dorothea Gregory et du révérend Archibald Alison, le frère de l'avocat Archibald Alison et filleul de Laura Pulteney, 1re comtesse de Bath. Dans sa jeunesse, il escalade le Mont Blanc et d'autres montagnes comme passe-temps. Il entre à l'Université d'Édimbourg en 1803 et étudie auprès de l'ami de son père, Dugald Stewart mais il ne suit pas une carrière en philosophie comme envisagé et s'inscrit en médecine. En 1811, il obtient son diplôme de médecin.
En 1814, il ouvre le New Town Dispensary au 4 East James Street, à l'extrémité est de New Town.
Devenu professeur de jurisprudence médicale en 1820, de 1822 à 1842, il enseigne dans des instituts de médecine.
En 1821, il est élu membre de l'Aesculapian Club (en). Il est président du Royal College of Physicians de 1836 à 1838, membre de la Society of Antiquaries, président de la Medico-Chirurgical Society en 1833 et vice-président de la Royal Society of Edinburgh de 1842 à 1859.
Son oncle est le professeur James Gregory et son cousin le professeur William Gregory.
Il épouse sa cousine germaine Margaret Craufurd/Crawford Gregory (1809–1849), fille de James Gregory en 1832 ; le mariage est sans enfant.
Des crises d'épilepsie l'obligent à prendre sa retraite en 1856. Il est remplacé par Thomas Laycock (en). Il meurt chez lui à Colinton le 22 septembre 1859. Il est enterré au cimetière épiscopal de St John à Édimbourg.
Alison est célèbre pour s'être beaucoup consacré à l'amélioration du sort des indigents.

## Hommage
Un buste d'Alison par William Brodie est détenu par le Royal College of Physicians of Edinburgh.

## Publications
- 1831 : Outlines of physiology
- 1840 : Observations on the management of the poor in Scotland and its effect on the health in the great towns, Edimbourg, Blakwood.
- 1857 : Observations on the Famine of 1846–47 in the Highlands of Scotland and in Ireland, in Illustrating the Connection of the Principle of Population with the Management of the Poor (1847), Édimbourg.
- 1844 : Remarks on the Report of Her Majesties Commissioners on the Poor Laws of Scotland, Édimbourg.